# تأثير ستروب
أخضر أحمر أزرق
أرجواني أزرق أرجواني
أزرق أرجواني أحمر
أخضر أرجواني أخضر
تأثير ستروب هو إيجاد أسماء الألوان لكلمات ملونة (أي أسماء مثل أخضر وأحمر وأزرق إلى آخره) ويكون أسهل وأسرع إن كان اللون المشاهد للكلمات مطابقًا للون الذي رسمت فيه الكلمات (أي كانت الكلمات بالألوان أخضر وأحمر وأزرق إلى آخره على الترتيب) ممايحدث في الحالة المقابلة، أي مخالفة لون الكلمة لاسم اللون.
تأثير ستروب (في علم النفس)، هو الفرق في وقت رد الفعل بين المنبهات المتطابقة وغير المتوافقة.
تم استخدام التأثير لتطوير اختبار يدعى (اختبار ستروب)، وهو اختبار نفسي يستخدم على نطاق واسع في الممارسة السريرية والبحوث.
من الاختبارات الأساسية لفهم هذا التأثير هو اختبار عدم التطابق بين اسم اللون (على سبيل المثال «أزرق» أو «أخضر» أو «أحمر») واللون نفسه، ويظهر هذا التأثير على الشخص عندما يُطلب منه تسمية لون الكلمة، فهو يستغرق وقتًا أطول ويكون أكثر عرضة للأخطاء إذا كان لون الحبر لا يتطابق مع اسم اللون (أي كلمة «أحمر» مطبوعة باللون الأزرق الحبر بدلاً من الحبر الأحمر).
اكتشف هذه الظاهرة جون ريدلي ستروب في عام 1935 ونشر عن هذا التأثير من قبل في ألمانيا في عام 1929. وتعتبر الورقة البحثية الأصلية لهذا التأثير من أكثر الأوراق البحثية ذكرًا في تاريخ علم النفس التجريبي. كما يستخدم للكشف عن مستوى المرونة الإدراكية